# Каленово (Кемеровская область)
Каленово — деревня в Яшкинском районе Кемеровской области России. Входит в состав Литвиновского сельского поселения.

## История
Основано в 1626 году. В «Списке населенных мест Российской империи» 1868 года издания населённый пункт упомянут как заводская деревня Калёнова Томского округа (2-го участка) при истоке речки Щербачихи, расположенная в 91 версте от губернского города Томска. В деревне имелось 6 дворов и проживало 39 человек (16 мужчин и 23 женщины).
В 1911 году в деревне, входившей в состав Литвиновской волости Томского уезда, имелось 24 двора и проживало 134 человека (65 мужчины и 69 женщин).
По данным 1926 года имелось 33 хозяйства и проживало 187 человек (в основном — русские). В административном отношении деревня входила в состав Корчугановского сельсовета Поломошинского района Томского округа Сибирского края.

## География
Деревня находится в северной части Кемеровской области, в юго-восточной части Западно-Сибирской равнины, на правом берегу реки Сосновки, на расстоянии примерно 13 километров (по прямой) к юго-западу от посёлка городского типа Яшкино, административного центра района. Абсолютная высота — 219 метров над уровнем моря.

### Часовой пояс
Деревня Каленово, как и вся Кемеровская область, находится в часовой зоне МСК+4. Смещение применяемого времени относительно UTC составляет +7:00.

## Население
| 2010 |
| ---- |
| 44   |

Гендерный состав
По данным Всероссийской переписи населения 2010 года в гендерной структуре населения мужчины составляли 40,9 %, женщины — соответственно 59,1 %.
Национальный состав
Согласно результатам переписи 2002 года, в национальной структуре населения русские составляли 89 % из 53 чел.

## Улицы
Уличная сеть деревни состоит из одной улицы (ул. Мирная).